# Osa
Osa é um género botânico pertencente à família Rubiaceae.

## Espécies
- Osa pulchra